# 塩湯彦神社
塩湯彦神社（しおゆひこじんじゃ）は、秋田県横手市にある神社である。式内小社、旧社格は郷社。

## 由緒
社伝によれば672年（白鳳12年）、役行者が開基したとされる。「出羽国平鹿郡 鹽湯彦神社」として延喜式に見える、いわゆる式内社である。元々は平鹿盆地の東側にそびえる御嶽山の温泉の神であったらしいが、熊野系修験道の影響を受け、中世には「熊野堂」と称した。そのためか、速玉尊を祭神としている。
一時期荒廃し、同郡内の式内社である保呂羽山波宇志別神社の神職である大友家が別当を務め、神楽役の三梨家が実際の管理を行ってきた。江戸時代に入り秋田藩主佐竹義格が藩内古社の復興を行った際に復興され、秋田藩三国社として江戸時代を通じて崇敬された。1872年（明治5年）郷社となる。
1963年（昭和38年）、豪雪により社殿が倒壊し、里宮に祭祀の場が移っていたが、1982年（昭和57年）有志により再建された。

## 祭神
速玉尊、大山祇命

## 祭事
- 7月21日：例祭[2]

## 境内外社
- 里宮：塩湯彦鶴ヶ池神社（横手市山内土渕字鶴ケ池）
- 奥院：白滝観音（横手市山内大松川字観音沢）

## 名所・旧跡
- 当社の鎮座する御嶽山山麓はユキツバキの大群落の北限である。
- 里宮の周辺は鶴ケ池公園として整備され近辺に温泉もある。

## 年表
＜＞は関連事項
- 672年（白鳳12年）：創建
- 1602年（慶長7年）：＜佐竹義宣、秋田入封。＞
- 1715年（正徳5年）：再建[4]
- 1868年（明治1年）3月：＜神仏分離令＞
- 1871年（明治4年）5月14日：＜社格制度制定＞
- 1872年（明治5年）：郷社に列せられる

## その他
当社の奥院とされている白滝観音信仰からくるものか、修験道の山としては珍しく古くから女人禁制ではない。